# Westheim bei Augsburg
Westheim bei Augsburg (amtlich Westheim b.Augsburg) ist ein Pfarrdorf und Ortsteil der Stadt Neusäß im schwäbischen Landkreis Augsburg in Bayern, Deutschland mit etwa 3200 Einwohnern.

## Geschichte
In der Antike verlief durch die Westheimer Flur die Römerstraße Augsburg–Günzburg. Östlich des Westheimer Friedhofes wurde 1852 bis 1854 beim Bau der Bahnlinie eine römische Staatstöpferei aus dem 2. Jahrhundert gefunden. 
Um das 11. Jahrhundert dürfte das heutige Westheim gegründet worden sein. Der Ortsname soll auf die Burg einer Familie de Westhain im 13. Jahrhundert zurückgehen. Die Wasserburg soll nach einer chronikalischen Überlieferung bereits 1160 bestanden haben. Der ebenfalls in Westheim gelegene Burgstall Kobel war vermutlich im 11./12. Jahrhundert mit einer kleinen Turmhügelburg (Motte) bebaut. Im Jahr 1234 ist Westheim erstmals urkundlich erwähnt.
Die Augsburger Patrizierfamilie von Langenmantel (der Zweig „Langenmantel zum RR“) waren vom Mittelalter bis ins 19. Jahrhundert die Ortsherren von Westheim. Das doppelte R aus ihrem Familienwappen ist bis heute im Wappen von Westheim und ebenfalls im Stadtwappen von Neusäß enthalten. Die Familie von Langenmantel hatte die Niedergerichtsbarkeit inne und unterhielt Schmieden, Mühlen, Schankstätten, Gasthöfe und Badhäuser. Seit 1648 waren sie auch die Ortsherren in Hirblingen und Neusäß. Die Linie der Langenmantel „von Westheim“ geht auf Wolfgang von Langenmantel (II, † 1568) zurück. Die Burg in Westheim wurde unter der Familie von Langenmantel zu eignem Schloss umgebaut. Im Jahr 1806 fiel infolge der Säkularisation das Gebiet des Hochstifts Augsburg, und damit auch Westheim, an Bayern. Damit begann die gemeindliche Selbstverwaltung des Ortes. Im Jahr 1837 verkaufte die Familie Langenmantel das Westheimer Schloss. 1927 wurde darin ein Altersheim für katholische Hausangestellte eingerichtet. Aus diesem Altersheim entstand das heutige um mehrere Gebäude vergrößerte „Notburgaheim“.
Westheim erhielt im Jahr 1854 Anschluss an die Bayerische Maximiliansbahn (die Bahnstrecke Augsburg–Ulm). 1892 wurde diese Strecke zweigleisig ausgebaut, wodurch sich die Anbindung nach Augsburg weiter verbesserte. Anfang des 20. Jahrhunderts erhielt Westheim als Villenkolonie Aufschwung. Wohlhabende Bürger bauten sich vor allem an den Hängen des Kobels stattliche Villen (die anfangs teilweise nur im Sommer bewohnt wurden). Während sich das „alte“ Westheim nordwestlich der Bahnstrecke befindet, weitete sich der Ort damit auf den Bereich südöstlich der Bahnstrecke aus. Hier entstanden das Bahnhofsgebäude, das erste Rathaus, die erste Schule und die ersten Kirchen.
Ein etwa 1905 erbautes Kurhaus in Westheim, in dem der Arzt Dr. Voigt Wasserkuren nach der Lehre Sebastian Kneipps durchführte, ist auf alten Postkarten des Ortes zu sehen. Es wurde bis zum Ersten Weltkrieg betrieben. 1927 erwarb es der „Verein der Pfarrhausangestellten der Diözese Augsburg“, renovierte es und fügte eine Hauskapelle hinzu. Seit 1929 diente das Kurhaus als Priesterheim für pensionierte Geistliche. Heute ist es ein privates Wohnhaus in der Straße „Am Kurhaus“; die Hauskapelle wurde abgerissen.
Die erste Schule in Westheim wurde im Jahr 1890 errichtet. 1957 wurde eine neue Volksschule gebaut, die noch heute besteht, und die alte aufgegeben. 1974 wurde die Schule um eine Turnhalle erweitert.
1911 war der Beginn der Elektrifizierung von Westheim. 1912 wurde eine Wasserversorgung geschaffen, die mit einem Wasserturm auf dem höchsten Punkt des Kobelbergs zugleich die Gemeinden Westheim und Steppach versorgte.
Westheim war als Westheim bei Augsburg eine selbstständige Gemeinde, wurde im Zuge der Gebietsreform in Bayern am 1. Juli 1972 nach Neusäß eingemeindet und ist heute der drittgrößte Stadtteil von Neusäß.

## Kobelberg
Zur Gemarkung von Westheim gehört der 525 m  hohe Kobelberg (auch nur der Kobel genannt), der, soweit seine Bewaldung es zulässt, einen guten Blick auf Augsburg und auf das Schmuttertal bietet. Im Mittelalter befand sich hier eine Turmhügelburg (Motte), von der noch ein Teil des Burgstalls als Bodendenkmal erhalten ist. 1602 wurde etwa 200 m vom Burgstall die Wallfahrtskapelle Sankt Maria von Loreto erbaut, die im 17. und 18. Jahrhundert zu einer Wallfahrtskirche ausgebaut wurde. Der Kobel ist bewaldet („Kobelwald“) und verbindet Westheim mit Steppach.

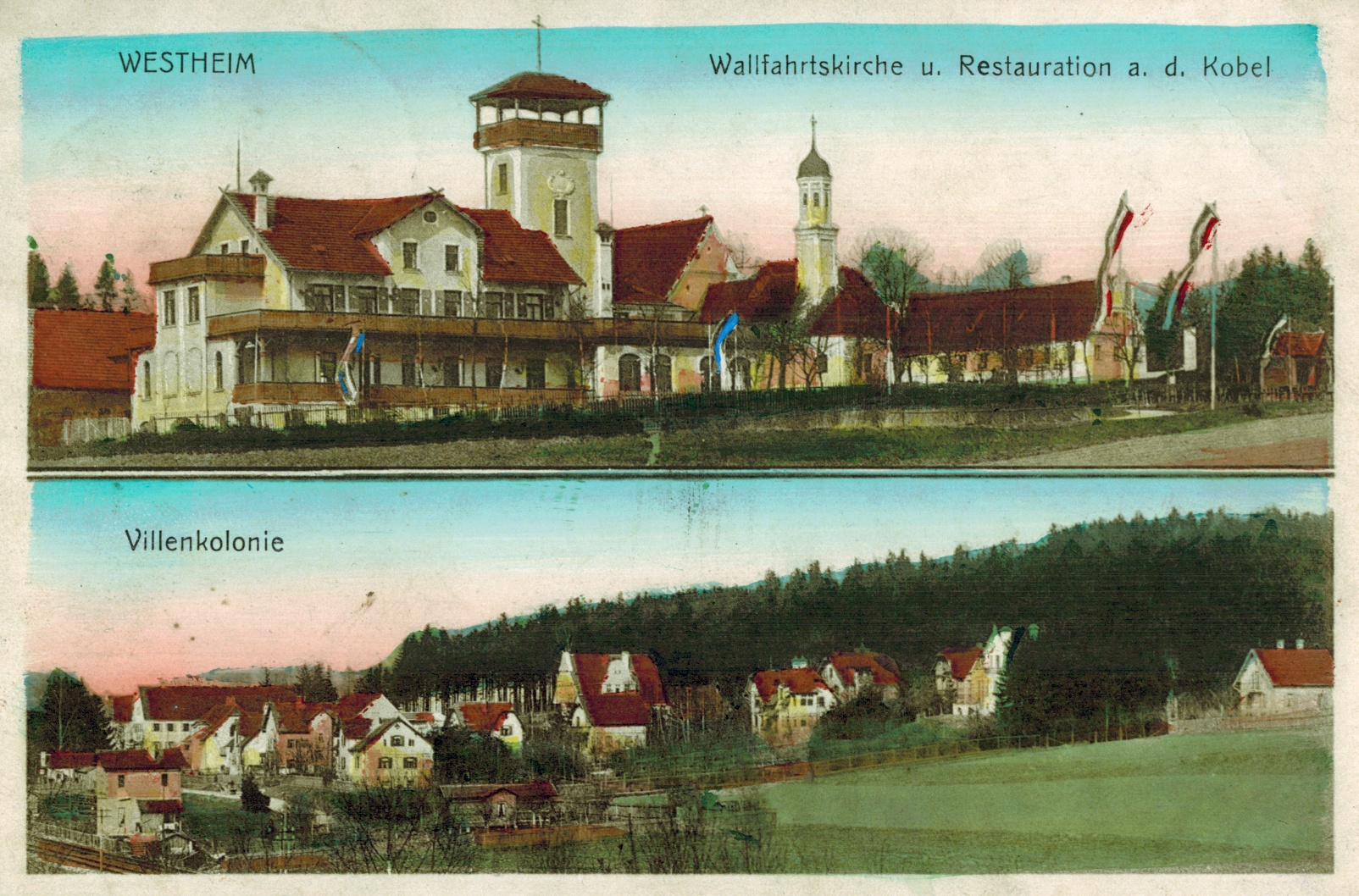
Postkarte von Westheim, 1911

Neben der Kobelkirche gab es lange eine Gastwirtschaft zur Verpflegung der Wallfahrer. Im Jahr 1898 wurde diese Kobelwirtschaft, der „Gasthof zum Kobel“, zu einem großzügigen Restaurationsbetrieb mit Saal, Bühne und Aussichtsturm erweitert. An diesen Gasthof, der um die Jahrhundertwende ein beliebtes Ausflugsziel war, erinnern noch alte Postkarten. Er wurde im Jahr 1969 abgerissen.
1931 wurde auf dem Kobel ein 18 Meter großes Metallkreuz mit Blick auf Augsburg errichtet, das „Kobelkreuz“. Auf seinem Sockel steht die Inschrift „Christus zur Ehr, Maria zu lieb – dem heiligen Berg zum Zeichen“.
1937 wurde am Westhang des Kobels ein Kreuzweg für die Pilger hinzugefügt. Die 14 aus Holz geschnitzten Werke des Bildhauers Josef Beyrer waren bei einer 1934 im Augsburger Dom durchgeführten Restauration frei geworden. Die ersten zwölf Stationen wurden in vier Kapellen entlang eines Kreuzwegs am Hang des Kobels untergebracht. Jede dieser vier Kapellen, die von Anton Kinseher (1936/37) stammen, enthält einen Bildstock mit jeweils drei Stationen. Die 13. und 14. Station befinden sich an der Gartenmauer des Benefiziatenhauses.
1954 wurde der Kobelwald zum Landschaftsschutzgebiet erklärt.
Seit 1973 gibt es auf dem Kobel eine privat betriebene Wetterstation, an der nach amtlichen Vorgaben Temperatur, Niederschlagsmenge und Luftfeuchtigkeit gemessen wird; seit 2013 zusätzlich noch der Luftdruck, die Sonnenstrahlung und der Wind. Im Juni 2013 verheerte ein Tornado den Kobelwald und zerstörte etwa 80 % seines Baumbestands. Die Wiederaufforstung begann 2014.

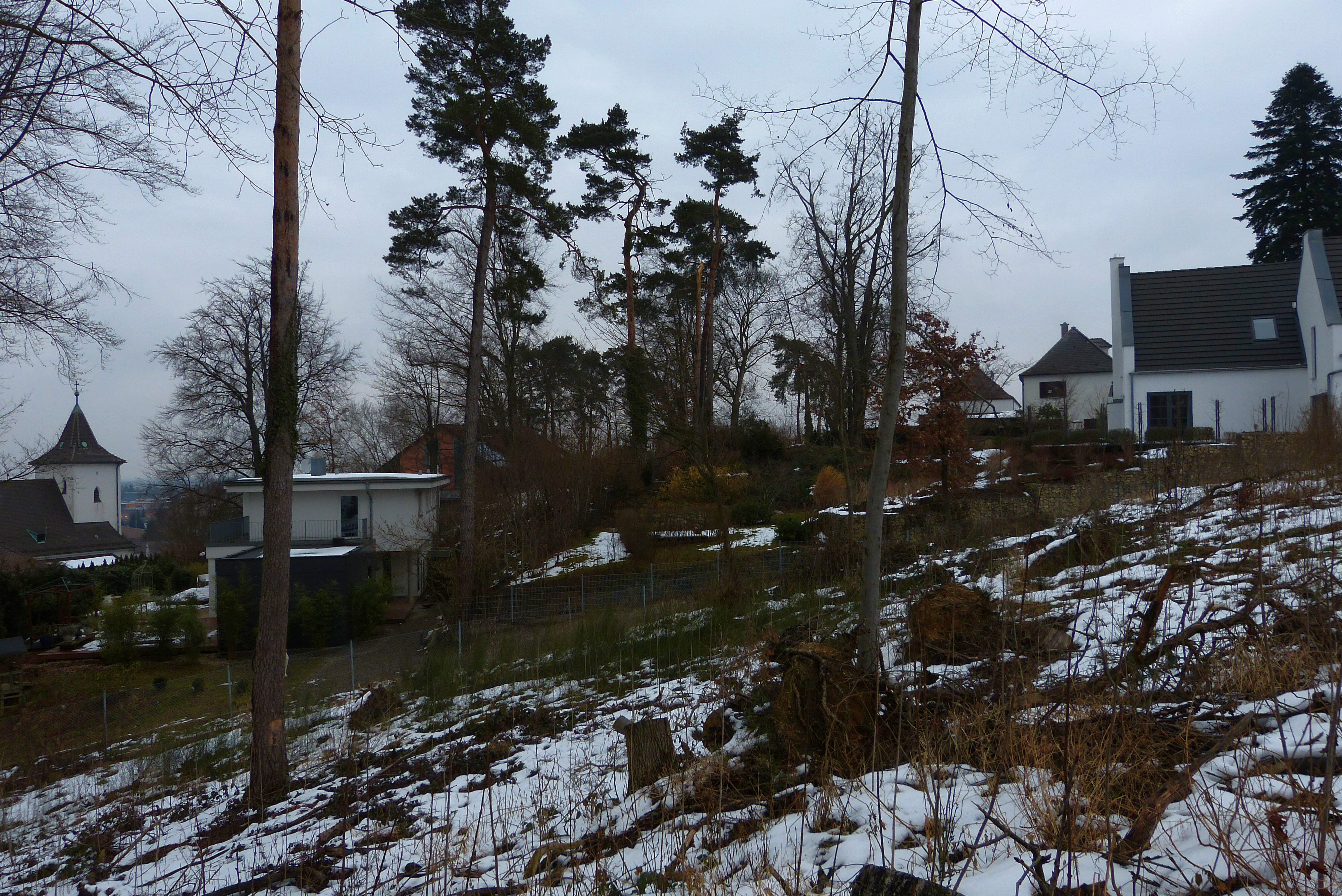
Der Burgstall Kobel
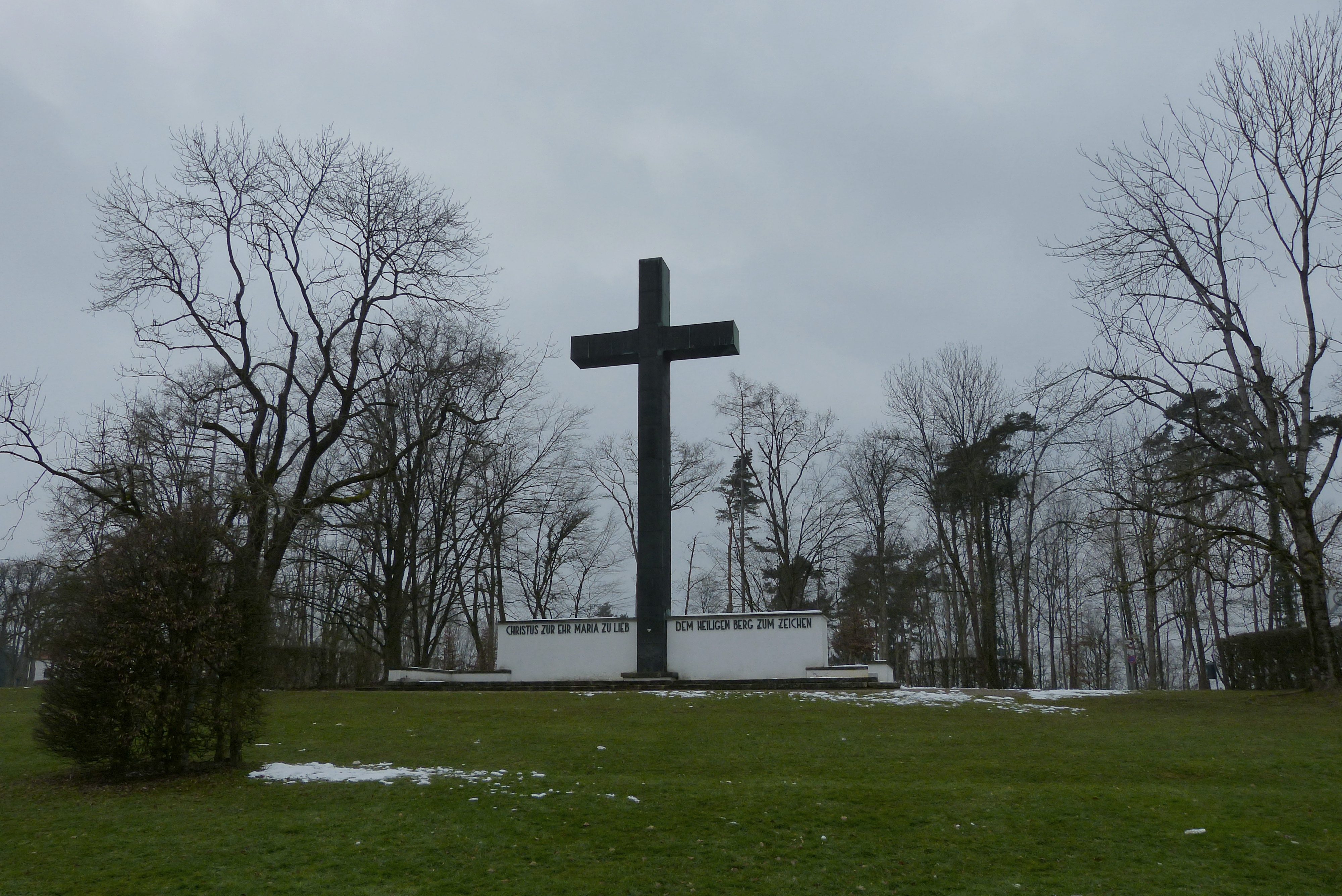
Das Kobelkreuz
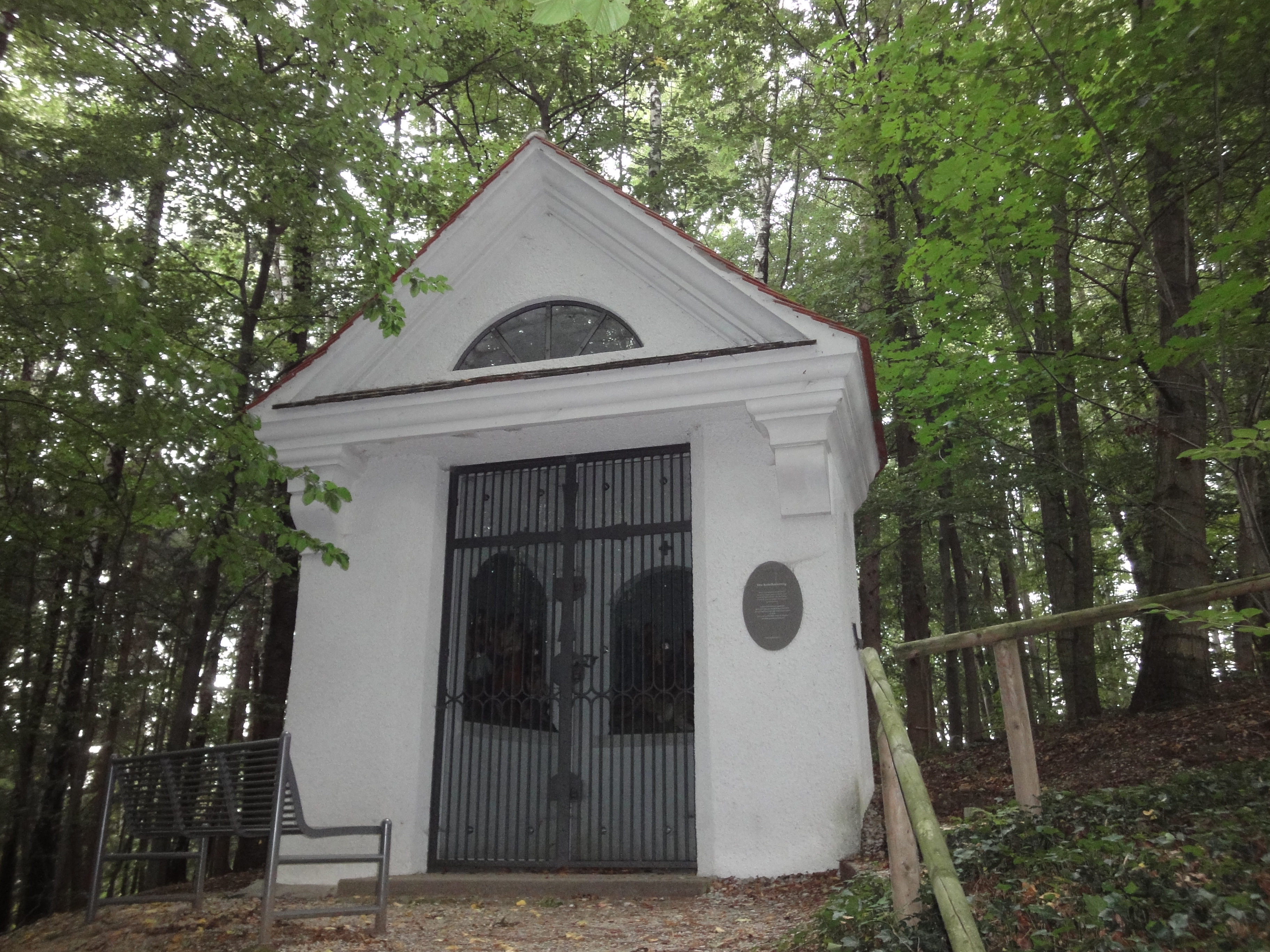
Kreuzweg-Kapelle
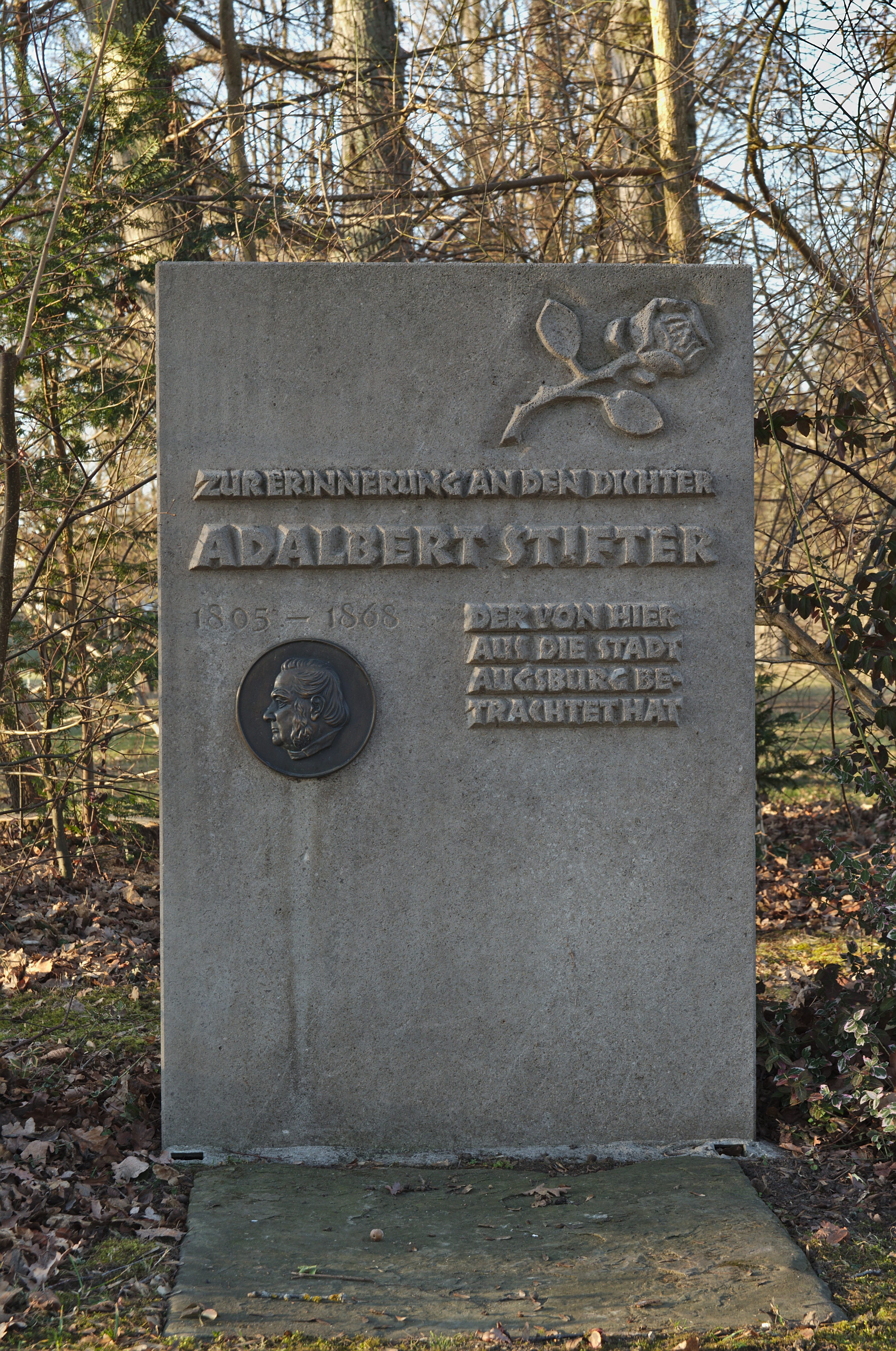
Der Adalbert Stifter Gedenkstein auf dem Kobel

## Wallfahrtskirche auf dem Kobel

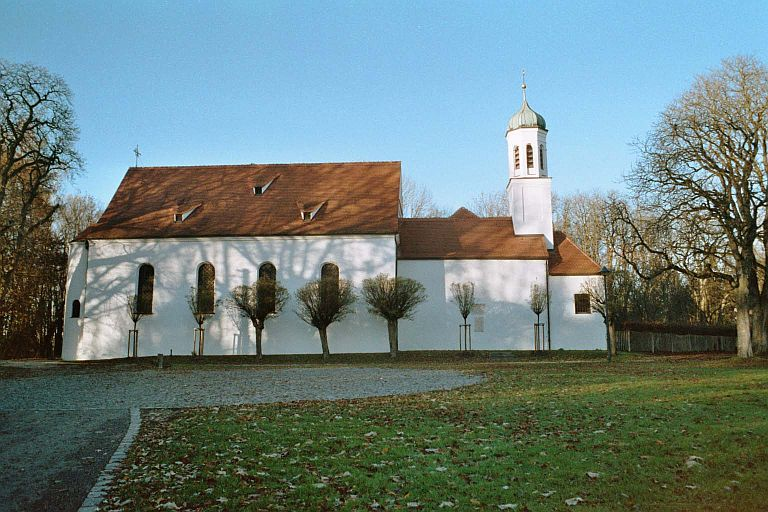
Die Wallfahrtskirche Maria Loreto auf dem Kobel

Auf dem Kobelberg befindet sich die 1602 erbaute Kuratie- und Wallfahrtskirche St. Maria von Loreto, auch die Kobelkirche genannt. 

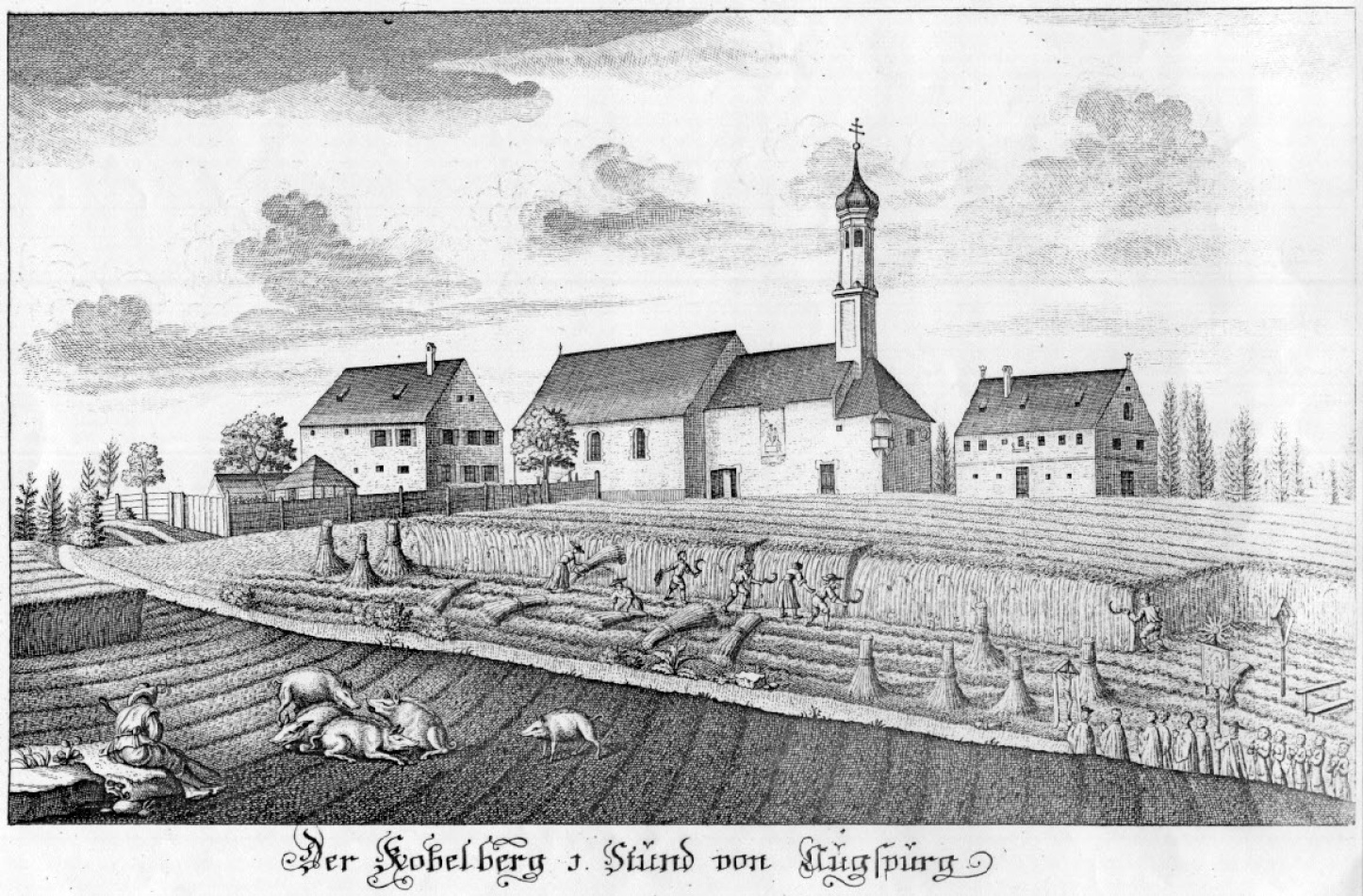
Stich vom Kobelberg, 1720
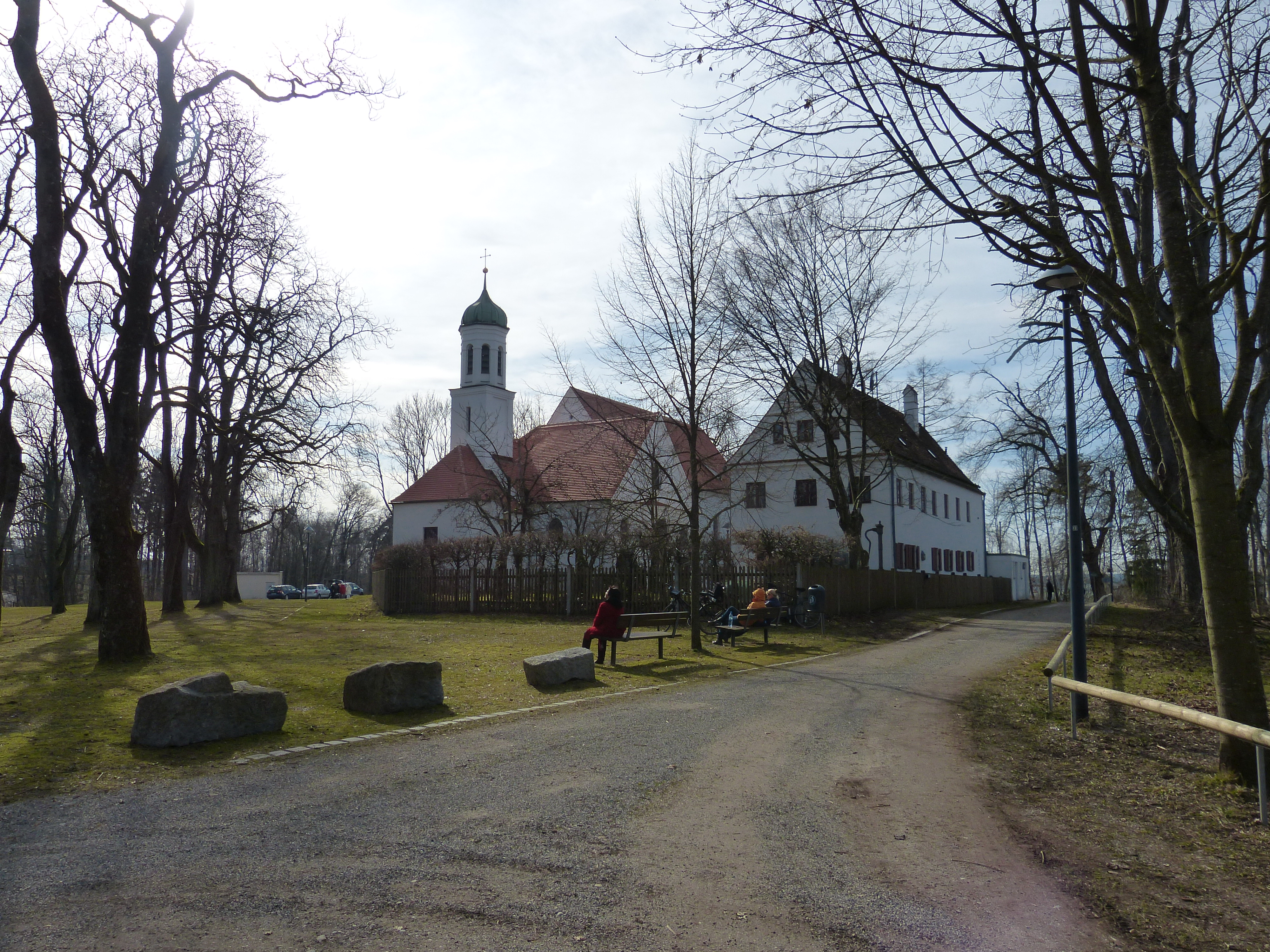
Außenansicht
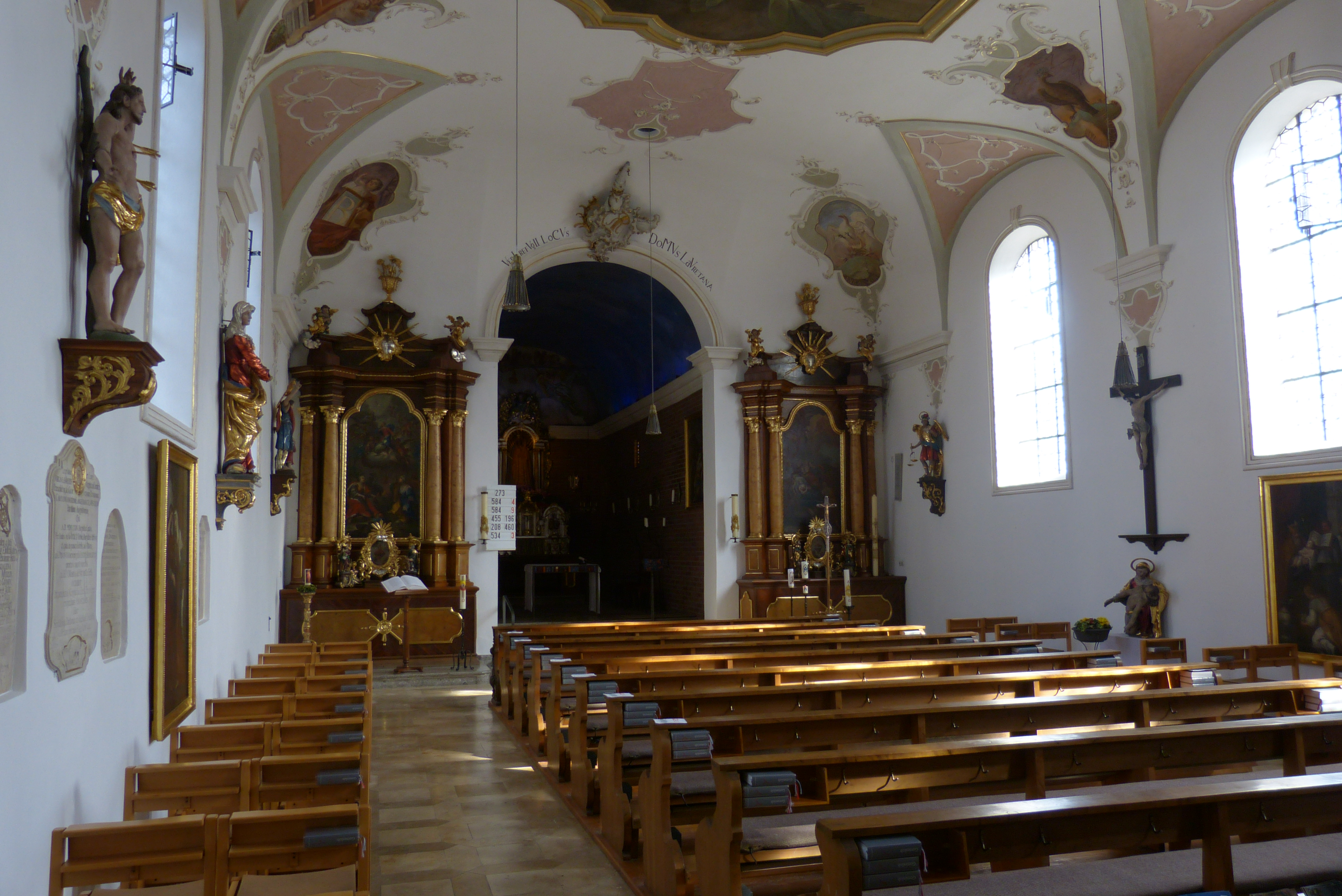
Innenansicht
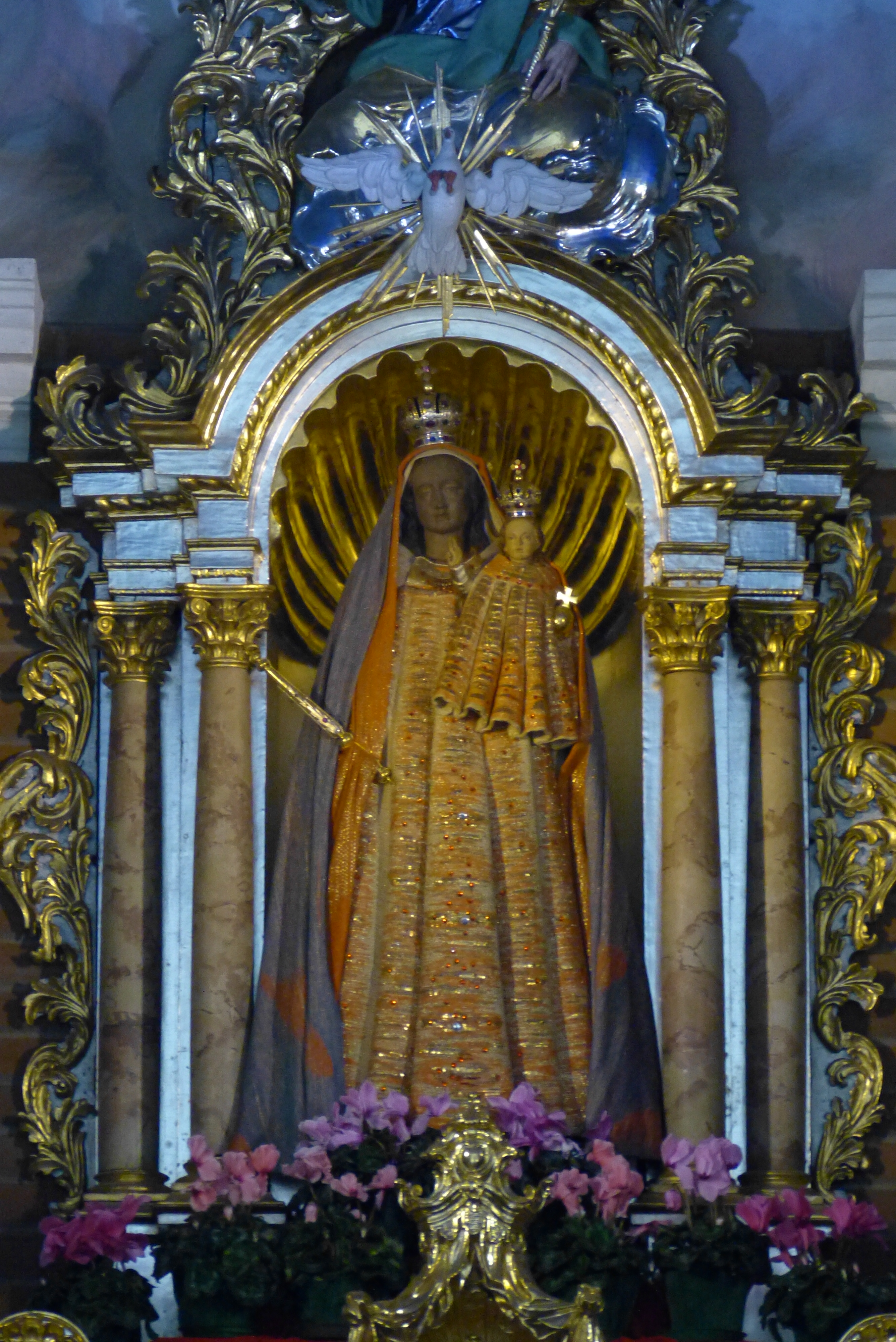
Gnadenbild

## Religion
Die älteste Kapelle von Westheim, die ehemalige Schlosskapelle „Sankt Cosmas und Damian“, wurde 1587 erbaut und 1777 erweitert. Sie enthält fünf Sandsteinfiguren aus der Zeit um 1730/1740 und befindet sich im Garten des heutigen Notburgaheims.
Westheim hatte lange keine eigene römisch-katholische Pfarrkirche, denn die Kobelkirche St. Maria von Loreto war und ist bis heute nur eine Wallfahrtskirche. Mangels einer eigenen Pfarrei gehörte Westheim bis 1947 zur Pfarrei St. Stephanus in Hainhofen. Auch die Kobelkirche (getragen von der Katholischen Von Langenmantelschen Kobelkapellenstiftung) gehörte bis 1947 zu dieser Hainhofener Pfarrei, seither zur Pfarrei Sankt Nikolaus von Flüe.
Die evangelische Philippusgemeinde errichtete 1928 die Philippuskirche in Westheim. Sie gehört zum Dekanat Augsburg im Kirchenkreis Augsburg.
Die 1947 in Westheim gegründete katholische Pfarrei Sankt Nikolaus von Flüe gehört zum Dekanat Augsburg-Land im Bistum Augsburg. Die Pfarrkirche Sankt Nikolaus von Flüe wurde 1961/62 erbaut.
Eine Gemeinde der Neuapostolischen Kirche besteht in Westheim seit 1947. Im Jahr 1975 errichtete die neuapostolische Gemeinde auch eine Kirche in Westheim.

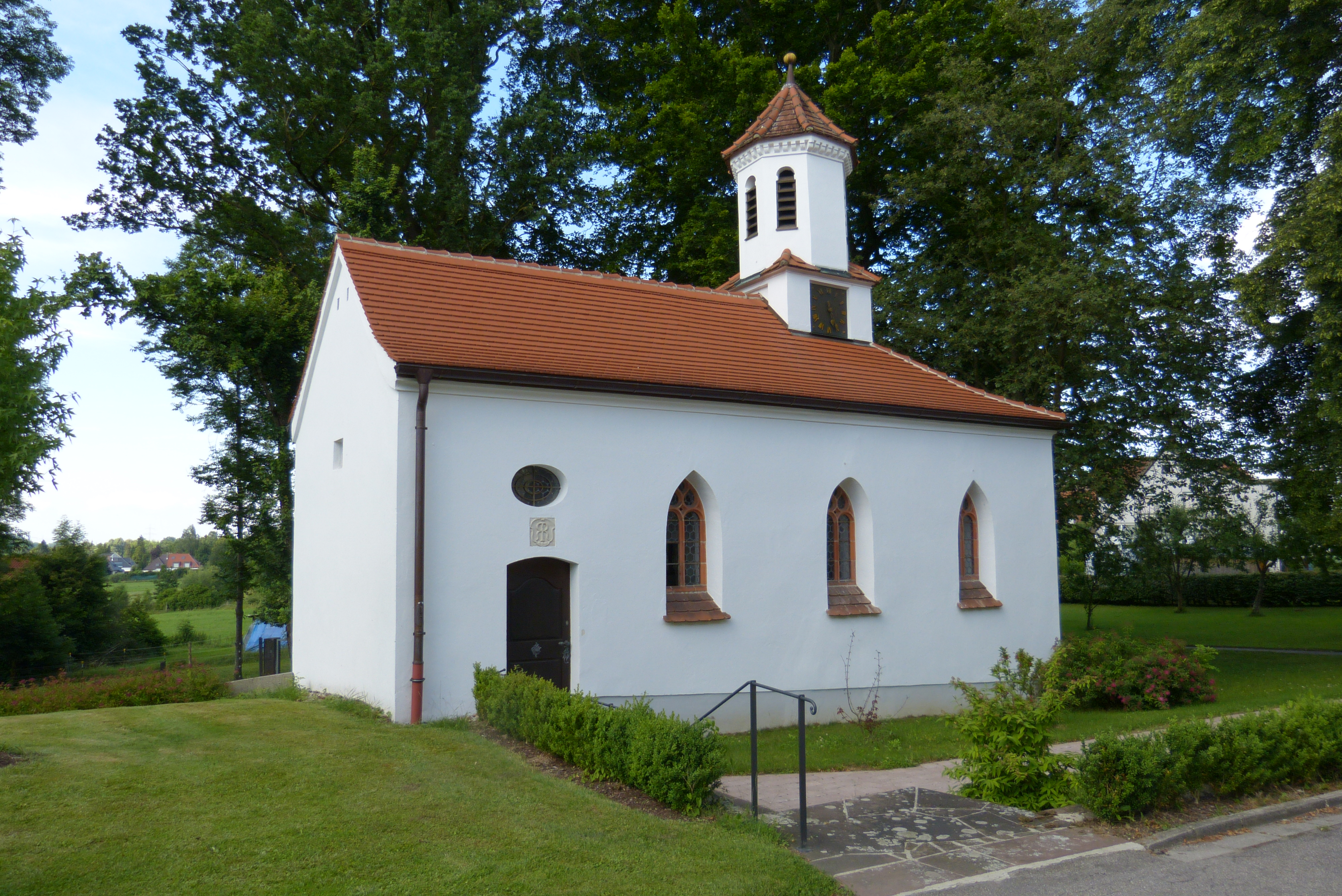
Die Kapelle „Sankt Cosmas und Damian“
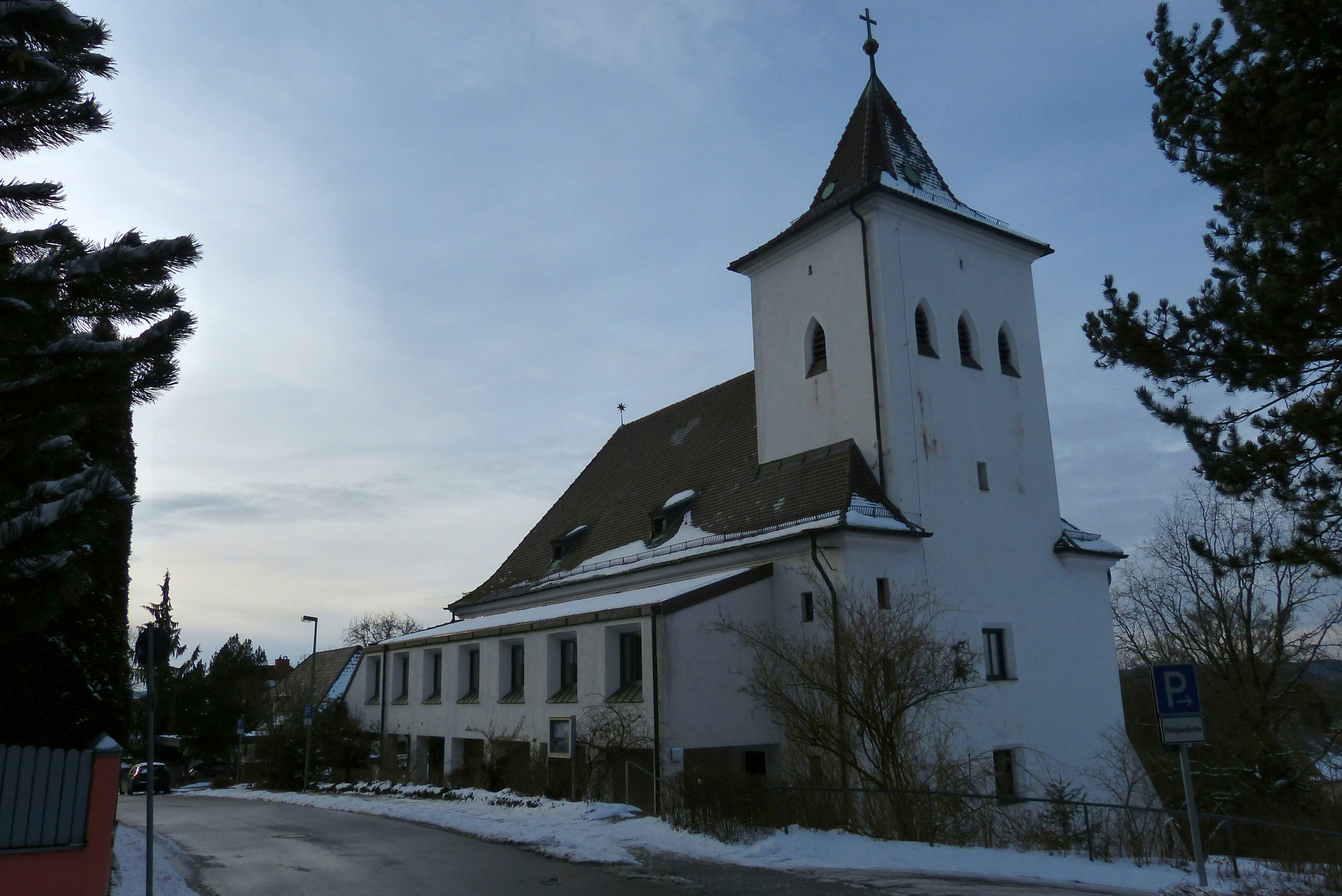
Die evangelische Philippuskirche
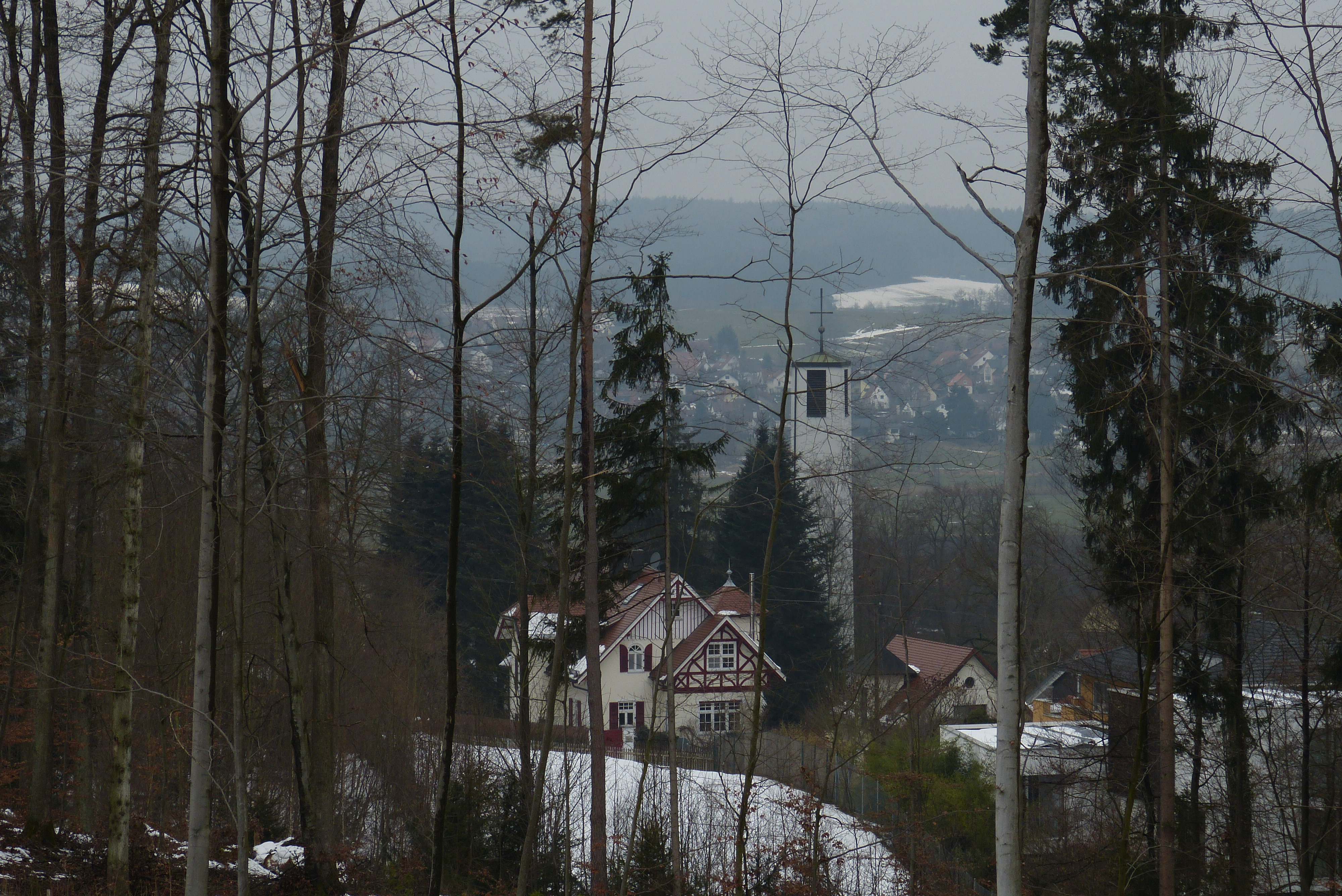
Die katholische Pfarrkirche Sankt Nikolaus von Flüe
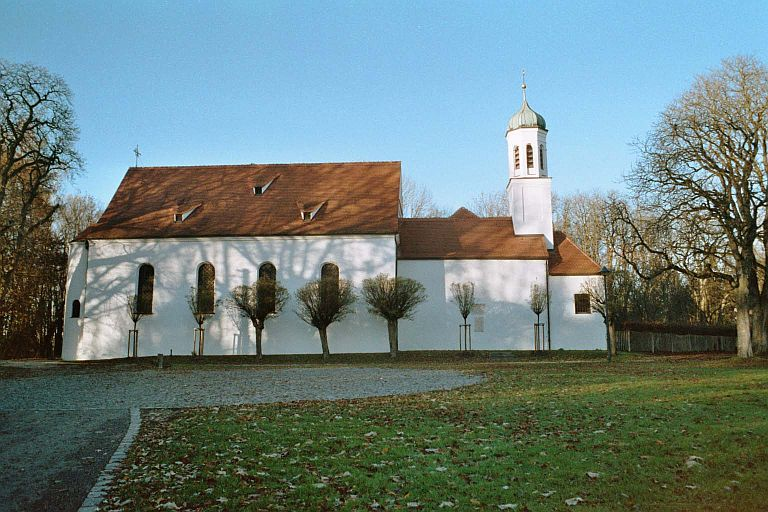
St. Maria von Loreto auf dem Kobel
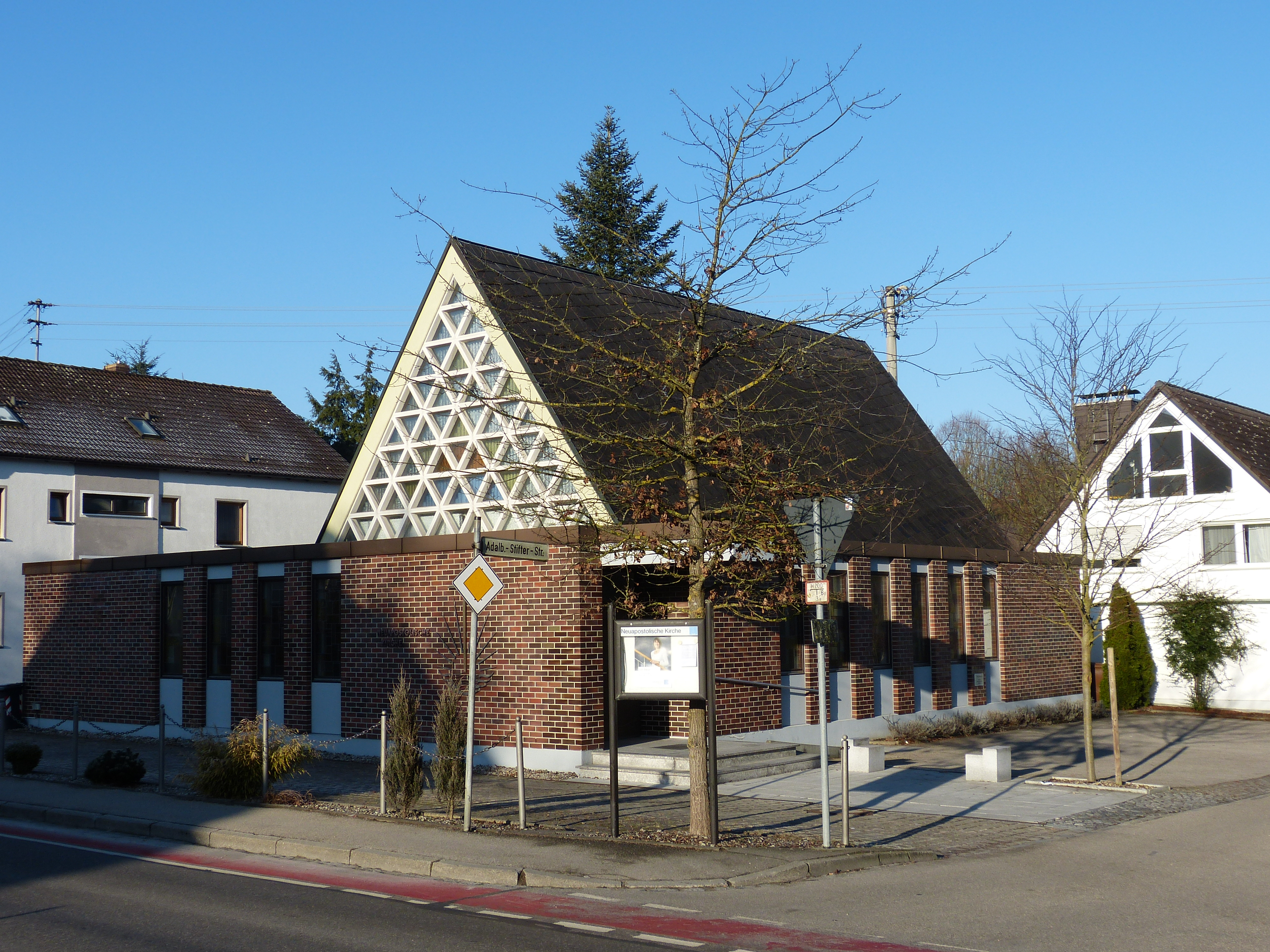
Die neuapostolische Kirche

## Infrastruktur

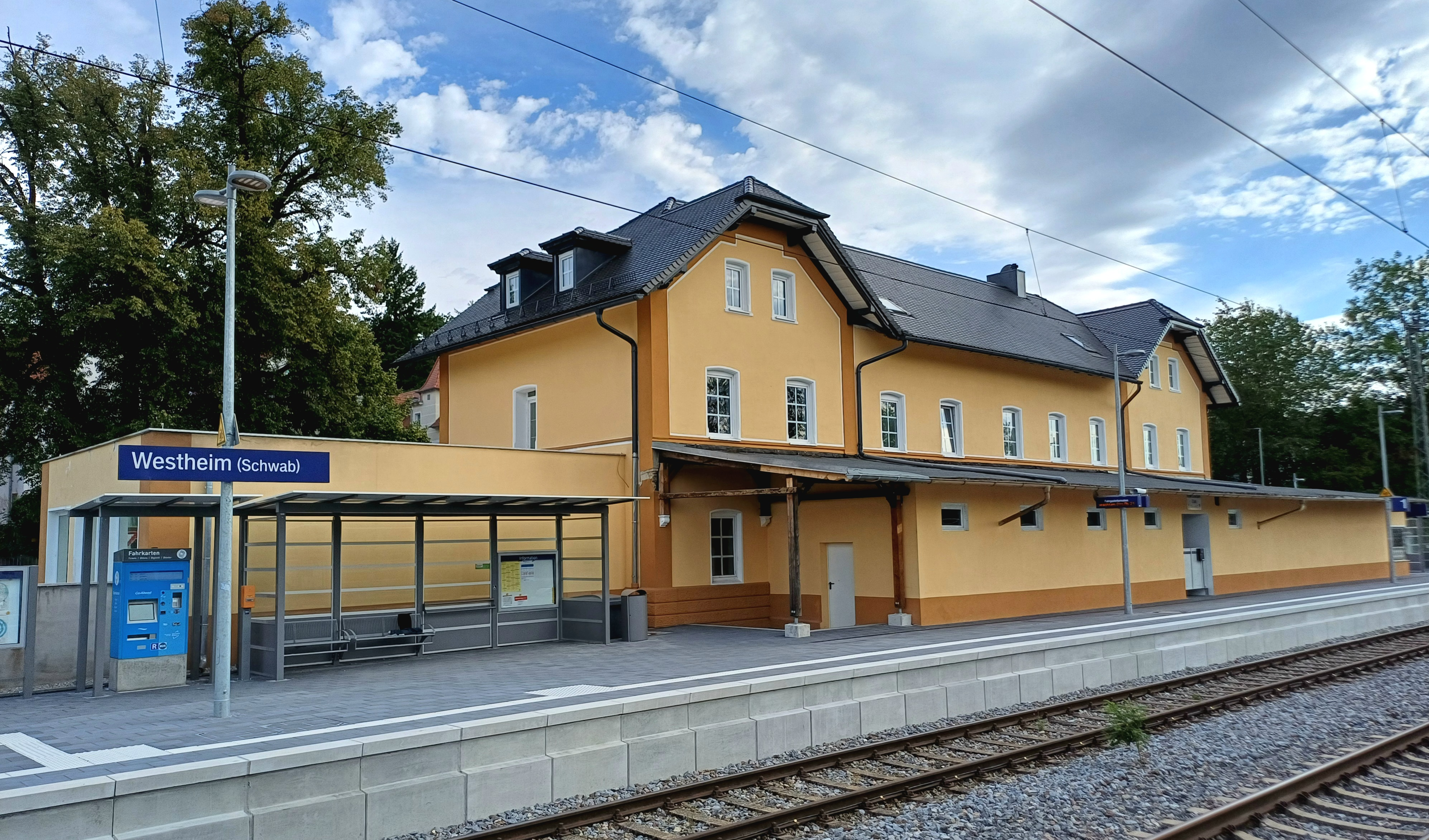
Der Bahnhof Westheim

Westheim grenzt im Osten an das Stadtgebiet von Augsburg an, in direkter Nachbarschaft zum Bezirkskrankenhaus Augsburg und Nähe zum Universitätsklinikum Augsburg.
Westheim besitzt einen eigenen Personenbahnhof, den Westheimer Bahnhof, an der Bahnstrecke Augsburg–Ulm. Der Bahnhof in Westheim hat den Namen Westheim (Schwab).
Neusäß erhielt 2001 einen eigenen Anschluss an die Bundesautobahn 8. Die Bundesstraße 10 (vormals Reichsstraße 10) beginnt (bzw. endet) bei Neusäß. Der Straßenname Alte Reichsstraße in Steppach erinnert noch an sie. Die Bundesstraße 300 führt heute als Ortsumgehung südlich an Neusäß vorbei.

## Persönlichkeiten
- Joseph Molitor von Mühlfeld (* 1855 auf Schloss Westheim; † 1890 in München), Kunstmaler
- Hermann Oblinger (1921–2012), ordentlicher Professor für Schulpädagogik in Augsburg, lebte in Neusäß-Westheim
- Hans Rost (* 1877 in Bamberg; † 1970 in Westheim), Journalist und Suizidforscher
- Martha Schad (* 1939 in München, lebt in Westheim), Historikerin und Autorin
- Christoph Stölzl (* 1944 in Westheim; † 2023 in Evenhausen), Historiker, Museologe und CDU-Politiker